# Den 17. Razzie-Uddeling
Den 17. årlige Golden Raspberry Awards-ceremonien blev afholdt den 23. marts 1997 på Hollywood Roosevelt Hotel. Uddelingen skulle præsentere det dårligste filmbranchen havde at tilbyde i 1996.

## Værste film
Striptease (Castle Rock/Columbia)
Barb Wire (Gramercy Pictures)
Ed (Universal)
The Island of Dr. Moreau (New Line)
The Stupids (New Line/Savoy)

## Værste skuespiller
Tom Arnold for Big Bully (Warner Bros.), Carpool (Warner Bros.) og The Stupids (delt førsteplads)

Pauly Shore for Bio-Dome (MGM/UA) (delt førsteplads)
Keanu Reeves for Chain Reaction (20th Century Fox)
Adam Sandler for Bulletproof (Universal) og Happy Gilmore (Universal)
Sylvester Stallone for Daylight (Universal)

## Værste skuespillerinde
Demi Moore for The Juror (Sony/Columbia) og Striptease
Whoopi Goldberg for Bogus (Warner Bros.) Eddie (Hollywood Pictures) og Theodore Rex (New Line)
Melanie Griffith for Two Much (Touchstone)
Pamela Anderson for Barb Wire
Julia Roberts for Mary Reilly (TriStar)

## Værste mandlige birolle
Marlon Brando for The Island of Dr. Moreau
Val Kilmer for The Ghost and the Darkness og The Island of Dr. Moreau
Steven Seagal for Executive Decision
Burt Reynolds for Striptease
Quentin Tarantino, From Dusk Till Dawn

## Værste kvindelige birolle
Melanie Griffith for Mulholland Falls
Faye Dunaway for The Chamber og Dunston Checks In
Jami Gertz for Twister
Daryl Hannah for Two Much
Teri Hatcher for Heaven's Prisoners og 2 Days in the Valley

## Værste par på skærmen
Demi Moore og Burt Reynolds for Striptease
Beavis og Butthead for Beavis and Butt-head Do America, (Paramount)
Marlon Brando og «That Darn Dwarf» for The Island of Dr. Moreau
Matt LeBlanc og Ed (den mekaniske abe) for Ed
Pamela Andersons «Imponerende fordele» for Barb Wire

## Værste instruktør
Andrew Bergman for Striptease
John Frankenheimer for The Island of Dr. Moreau
Stephen Frears for Mary Reilly
John Landis for The Stupids
Brian Levant for Mission julegave (20th Century Fox)

## Værste manus
Striptease, manus fv Andrew Bergman, baseret på bogen af Carl Hiaasen
Barb Wire, manus af Chuck Pfarrer og Ilene Chaiken, historie af Chaiken, baseret på figurer som optræder i tegneserien Dark Horse
Ed, manus af David Mickey Evans, historie af Ken Richards og Janus Cercone
The Island of Dr. Moreau, manus af Richard Stanley og Ron Hutchinson, baseret på romanen af H. G. Wells
The Stupids, skrevet af Brent Forrester, baseret på figurer skabt af James Marshall og Harry Allard

## Værste film som indtjente over $100 millioner
Twister (Warner Bros.), skrevet af Michael Crichton og Anne-Marie Martin
Klokkeren fra Notre Dame (Disney), manus af Tab Murphy, Irene Mecchi, Bob Tzudiker og Noni White
ID-4 (Independence Day) (20th Century Fox), skrevet af Dean Devlin og Roland Emmerich
Mission: Impossible (Paramount), baseret på tv-serien skabt af Bruce Geller, historie af David Koepp og Steven Zaillian, manus af Koepp og Robert Towne
Tid for hevn (Warner Bros.), manus af Akiva Goldsman, baseret på romanen af John Grisham

## Værste nykommere
Pamela Anderson for Barb Wire
Beavis and Butt-head for Beavis and Butt-head Do America
Ellen DeGeneres for Mr. Wrong (Touchstone)
«Friendsskuespillerne som forsøgte at blive filmstjerner» (Jennifer Aniston, Lisa Kudrow, Matt LeBlanc og David Schwimmer)
Den nye «seriøse» Sharon Stone for Diabolique (Warner Bros.) og Last Dance (Touchstone)

## Værste «originale» sang
«Pussy, Pussy, Pussy (Whose Kitty Cat Are You?)» fra Striptease, skrevet af Marvin Montgomery
«Welcome to Planet Boom!» (også kendt som «This Boom's for You») fra Barb Wire, skrevet af Tommy Lee
«Whenever There is Love (Love Theme from Daylight)» fra Daylight, skrevet af Bruce Roberts og Sam Roman